# Mumps, Etc.
Mumps, Etc. è il quarto album in studio della band americana Why?. È stato pubblicato da Anticon negli Stati Uniti il 9 ottobre 2012 e da City Slang in Europa l'8 ottobre 2012.
Metacritic, che assegna un punteggio medio ponderato su 100 alle recensioni dei critici tradizionali, Mumps, ecc. ha ricevuto un punteggio medio del 62% sulla base di 19 recensioni, indicando "recensioni generalmente favorevoli".
Mike Lechevallier di Slant Magazine ha dichiarato: "Mumps, Etc. non è un momento decisivo come Alopecia, ma è un ritorno celebrativo alla forma di Why?, riunendo la band con gli attributi chiave che hanno innescato la loro creatività in primo luogo." Ryan Reed di Paste lo ha definito "il loro set più stratificato e adatto alle cuffie fino ad oggi, utilizzando un coro di otto membri e un quartetto d'archi, per non parlare delle arpe, dei flauti e dei ritmi esplosivi".
Alarm lo ha incluso nell'elenco "50 album preferiti del 2012".

## Tracce
1. Jonathan's Hope – 3:17
2. Strawberries – 3:18
3. Waterlines – 3:33
4. Thirteen on High – 3:09
5. White English – 2:57
6. Danny – 1:28
7. Sod in the Seed – 4:43
8. Distance – 2:53
9. Thirst – 2:28
10. Kevin's Cancer – 2:24
11. Bitter Thoughts – 2:47
12. Paper Hearts – 4:08
13. As a Card – 1:43